# Минервино ди Лече
Минервѝно ди Лѐче (на италиански: Minervino di Lecce) е малко градче и община в Южна Италия, провинция Лече, регион Пулия. Разположено е на 98 m надморска височина. Населението на общината е 3717 души (към 2013 г.).